# شتيفان نوتس
شتيفان نوتس (بالألمانية: Stefan Nutz)‏ (15 فبراير 1992 بيودنبورغ في النمسا - ) هو لاعب كرة قدم نمساوي في مركز الوسط. شارك مع منتخب النمسا تحت 21 سنة لكرة القدم. أما مع النوادي، فقد لعب مع رابيد فيينا ونادي غروديغ وغراتزر أي كاي.

## وصلات خارجية
- شتيفان نوتس على موقع قاعدة بيانات كرة القدم.إي يو (الإنجليزية)
- شتيفان نوتس على موقع Soccerway.com (الإنجليزية)
- شتيفان نوتس على موقع عالم كرة القدم.نت (الإنجليزية)
- شتيفان نوتس على موقع AS.com (الإسبانية)